# Lochgraben (Mühlbach)
Der Lochgraben ist ein 3,9 km langer Bach Gemarkung Unterschwarzach bei Bad Wurzach in Baden-Württemberg.

## Lage
Der Lochgraben liegt im Naturraum Riß-Aitrach-Platten (Naturraum-Nr. 41), welcher der Großlandschaft Donau-Iller-Lech-Platte (Großlandschaft-Nr. 4) zugeordnet wird. Er befindet sich vollständig im Gewässereinzugsgebiet des Mühlbachs, in den er auch mündet.
Geologisch betrachtet verläuft der Lochgraben im Altmoränen-Hügelland (Bodengroßlandschaft). Der Bereich seiner Quelle ist durch grundwassererfüllte Hohlformen geprägt, mit Bodenkundlichen Einheiten wie Nassgley und Anmoorgley aus pleistozänen Seesedimenten. Der restliche Verlauf des Bachs liegt auf Bodenlandschaften mit Glazialsedimenten, deren vorherrschende bodenkundliche Einheit die Parabraunerde aus rißzeitlichem Geschiebemergel ist.

## Verlauf
Der Lochgraben entspringt bei Schwende und fließt zunächst in westlicher Richtung nach Unterschwarzach. Dort verläuft er parallel zur Ellwanger Straße bis zum Burgstockweg. Anschließend folgt er dem Burgstockweg, unterquert die B 465 und nur wenige Meter weiter die Straße Am Lohgraben. Danach folgt der Bach einem Feldweg, der parallel zur B465 in Richtung Eggmannsried führt. In Eggmannsried folgt der Lochgraben dem Greutweg, an dessen Ende er in den Mühlbach mündet.

## Biotope

### Torfstichwald W Schwaldhof
Das Torfstichwald W Schwaldhof ist ein ehemaliges Torfstichgebiet, das sich im Jahr 2014 durch vielfältige Vegetationsstrukturen auszeichnete. Im Norden bestehen Übergänge zu einem Birken-Bruchwald. Das Gebiet ist heute von Fichtenaufforstungen durchsetzt, weist aber auch größere naturnahe Flächen auf. Hier dominieren birkenreiche Sukzessionswälder und in den Randbereichen Weiden-Feuchtgebüsche. Kleinflächig sind Hochstaudenfluren und Großseggenriede zu finden, die vermutlich Brachestadien ehemaliger Streuwiesen darstellen. Daneben gibt es kleinflächig Stillgewässer in alten Torfstichen sowie zahlreiche alte Gräben.
Die vorherrschenden Standorteinheiten sind Niedermoor in Zersetzung (NMZ) mit 47 % und gestörte nasse Moorflächen (naM) mit 45 %.
In diesem Biotop ist die Moor-Kiefer (Pinus rotundata) anzutreffen, die auf der Roten Liste der Farn- und Blütenpflanzen als gefährdet eingestuft wird.

### Naßwiesenbrache neben Fichtenforst im Ried S Oberschwarzach
Das Biotop Naßwiesenbrache neben Fichtenforst im Ried S Oberschwarzach (Biotopnummer: 180254360010) befindet sich in Bad Wurzach im Landkreis Ravensburg, im Naturraum Riß-Aitrach-Platten. Es wurde am 7. August 1995 erfasst und ist nach dem Bundesnaturschutzgesetz (BNatSchG) als seggen- und binsenreiche Nasswiese geschützt. Die Fläche des Biotops beträgt 0,0500 Hektar. Die Koordinaten der Teilfläche sind Ost: 566687, Nord: 5311533.
Das Biotop ist eine kennartenreiche Nasswiesenbrache, die sich stark zu einer Hochstaudenflur entwickelt hat. Zahlreich vertreten sind hier die Bach-Kratzdistel (Cirsium rivulare), Kohl-Kratzdistel, Blut-Weiderich und Wald-Engelwurz. Der Bestand wird zudem von Brennnesseln durchdrungen. Im südlichen Teil ist die Himbeere relativ häufig, und einzelne Weiden haben sich bereits etabliert. Das Biotop wird in die Bewertungskategorie „Gebiet mit ökologischer Ausgleichsfunktion“ eingestuft und dient als Pufferbereich für den südlich angrenzenden Waldbiotop.
Im Biotop kommt die Bach-Kratzdistel (Cirsium rivulare) vor, die auf der Roten Liste der Farn- und Blütenpflanzen als gefährdet gelistet ist.

### Streuwiesenbrache im Ried S Oberschwarzach
Das Biotop Streuwiesenbrache im Ried S Oberschwarzach (Biotopnummer: 280254360604) wurde 2014 als Feuchtbiotop erfasst. Es setzt sich aus einer Nasswiese und einer Streuwiesen-Brache zusammen, wobei sich ein Grauweiden-Feuchtgebüsch ausbreitet.
Die Nasswiese im östlichen Teil wird extensiv genutzt und beherbergt Kennarten wie die Bach-Kratzdistel (Cirsium rivulare) und die Sumpf-Dotterblume. Die Streuwiese ist seit Längerem brachgefallen, mit Ansiedlungen von Faulbaum und Moorbirke; ihr Streuwiesencharakter ist aber noch erhalten, Pfeifengras ist aspektbildend. Gestörte nasse Moorflächen (naM) machen 75 % der Fläche aus. Hauptbeeinträchtigung ist die Gehölz-Sukzession.
Das Biotop umfasst eine Pfeifengras-Streuwiese (65 %, 0,1191 ha) nach NatSchG, eine Nasswiese (30 %, 0,0550 ha) nach BNatSchG und ein Gebüsch feuchter Standorte (5 %, 0,0092 ha) ebenfalls nach BNatSchG. Alle Teilbiotope zeigen mittlere Beeinträchtigung durch natürliche Sukzession.
Im Biotop vorkommende Arten sind die gefährdete Bach-Kratzdistel (Cirsium rivulare) und das auf der Vorwarnliste stehende Sumpf-Weidenröschen (Epilobium palustre).

### Gehölzbiotope und Naßwiese im Ried südlich Oberschwarzach
Das Biotop Gehölzbiotope und Naßwiese im Ried südlich Oberschwarzach (Biotopnummer: 180254361496) liegt in Bad Wurzach, Naturraum Riß-Aitrach-Platten. Es wurde 1995 erfasst und ist nach BNatSchG als Moore und seggen- und binsenreiche Nasswiesen geschützt (Gesamtfläche 0,5178 ha).
Das Biotop im westlichen Ried besteht aus fünf Teilflächen. Es umfasst eine Nasswiese mit Sumpf-Vergissmeinnicht und Blasen-Segge, einen lichten Moorbirken-Wald mit Moorbirke, Eberesche und Faulbaum sowie Gebüsche feuchter Standorte mit Grau- und Ohrweide.
Es ist ein Gebiet von lokaler Bedeutung und setzt sich aus Waldkiefern-Moorwald (30 %), Gebüsch feuchter Standorte (60 %) und Nasswiese (10 %) zusammen, alle sind geschützt und weisen keine Beeinträchtigungen auf.
Das Scheidige Wollgras (Eriophorum vaginatum) auf der Roten Liste („Vorwarnliste“) kommt hier vor.

### Gehölzstreifen Ö Unterschwarzach
Das Biotop Gehölzstreifen Ö Unterschwarzach (Biotopnummer: 180254366044) in Bad Wurzach, Naturraum Riß-Aitrach-Platten, wurde 1995 erfasst. Es ist nach NatSchG als Feldhecke und Feldgehölz geschützt und umfasst 0,3268 Hektar in vier Teilflächen.
Es handelt sich um eine von Ost nach West verlaufende Baumhecke im Böschungsbereich eines Tales. Der östliche Abschnitt ist lückig mit Eichen, während der westliche Teil eine dichte Baumhecke mit hohem Eichenanteil bildet, die nach Westen in ein Feldgehölz übergeht.
Das Biotop ist ein Gebiet von lokaler Bedeutung und besteht zu 100 % aus Feldhecke ohne erkennbare Beeinträchtigungen.

## Waldinsel W Unterschwarzach
Das Biotop Waldinsel W Unterschwarzach (Biotopnummer: 280254360600) in Bad Wurzach, Naturraum Riß-Aitrach-Platten, wurde 1995 erfasst und 2014 überarbeitet. Es ist mit 1,8481 Hektar als natürlicher Fließgewässerbereich sowie als Feldgehölz geschützt.
Es umfasst eine Waldinsel auf einer Böschung oberhalb des Lochgrabens und ein Feldgehölz am Bachgrund. Die Vegetation variiert von Schwarzerlen-Eschenwald am Nordufer bis zu Moorbirken-Wäldern und Grauerlen-Gebüschen. Die Krautschicht ist gut entwickelt mit Laubwaldarten und nässeliebenden Pflanzen.
Das Biotop ist von lokaler Bedeutung. Es gliedert sich in einen naturnahen Flachlandbachabschnitt (10 %), ein Feldgehölz (45 %) und Wälder (50 %), alle geschützt.

## Bach W Unterschwarzach
Das Biotop Bach W Unterschwarzach (Biotopnummer: 280254360026) liegt in Bad Wurzach, im Landkreis Ravensburg und im Naturraum Riß-Aitrach-Platten. Es wurde 1991 erfasst und 2014 überarbeitet. Das Biotop ist nach dem Bundesnaturschutzgesetz (BNatSchG) als natürlicher oder naturnaher Bereich fließender Binnengewässer einschließlich ihrer Ufervegetation geschützt. Es umfasst eine Fläche von 0,1198 Hektar und gehört zum Wuchsbezirk Hochgeländ und Rißmoräne von Bellamont.
Es handelt sich um einen natürlich mäandrierenden Bach am Hangfuß mit einer Breite von 2–5 Metern und gewässerbegleitenden Hochstauden. Die Standortseinheiten umfassen feuchte Lagen und mäßig frische Sandflachhänge. Im Westen des Biotops stellen Hybridpappeln eine Beeinträchtigung dar. Das Biotop wird zu 100 % als naturnaher Abschnitt eines Flachlandbachs klassifiziert.

## Hecken bzw. bachbegl. Auwaldstreifen Ö bzw. S Eggmannsried
as Biotop Hecken bzw. bachbegleitender Auwaldstreifen Ö bzw. S Eggmannsried (Biotopnummer: 180254360021) liegt in Bad Wurzach, Naturraum Riß-Aitrach-Platten. Es wurde 1995 erfasst und ist nach BNatSchG als Auwald sowie nach NatSchG als Feldhecke und Feldgehölz geschützt. Die Gesamtfläche beträgt 0,2077 Hektar, aufgeteilt in vier Teilflächen.
Das Biotop umfasst drei Hecken und einen bachbegleitenden Auwaldstreifen entlang des Lochgrabens am südlichen Ortsrand von Eggmannsried. Die nördliche Feldhecke ist eine geschlossene Hecke auf einem steilen Wegrain mit Esche und Hasel. Die mittlere Hecke an der B 465 ist eine dichte Baumhecke mit mächtigen Eichen. Die südliche Hecke ist eine geschlossene Baumhecke mit Eichen, teils in einer ehemaligen Abgrabungsstelle. Der bachbegleitende Auwaldstreifen ist ein geschlossener Gehölzsaum auf der Bachböschung.
Es ist ein Gebiet von lokaler Bedeutung. Es besteht zu 90 % aus Feldhecke mittlerer Standorte und zu 10 % aus gewässerbegleitendem Auwaldstreifen, wobei keine Beeinträchtigungen festgestellt wurden.